# Android 12
Android 12は、Googleが主導するOpen Handset Allianceによって開発されたモバイルオペレーティングシステムのAndroidの12番目のメジャーリリースで、19番目のバージョンである。コードネームは「Android S」（内部では"Snow Cone" とも呼ばれていた）。正式版は米国時間2021年10月4日にリリースされた。

## 履歴
Android 12は、Androidブログで2021年2月18日に投稿された記事で発表された。開発者向けプレビューがすぐにリリースされ、次の2か月でさらに2つのプレビューが計画されていること、その後5月から4回の月次ベータリリースが計画されていること、また8月の最後のベータ版はプラットフォーム安定性 (Platform Stability) のマイルストーンであり、一般ユーザー向けの最終リリースまでの数週間の猶予があるので、アプリケーションの開発者はPlatform Stabilityを使ってテストをすることを推奨していること、などがアナウンスされた。
2番目の開発者向けプレビューは2021年3月17日にリリースされ、3番目のプレビューは2021年4月21日にリリースされた。最初のベータビルドは2021年5月18日にリリースされ、ベータ2は2021年6月9日にリリースされた。ベータ3は2021年7月14日にリリースされ、バグフィックスのアップデートとして7月26日にベータ3.1がリリースされた。ベータ4は2021年8月11日にリリースされた。5番目のベータ版は当初のロードマップでは計画されていなかったが、2021年9月8日にリリースされた。また、これがリリース候補 (Release Candidate, RC) 版であるとアナウンスされた。正式版は米国時間2021年10月4日にリリースが発表された。10月20日にGoogle Pixel 3以降のスマートフォンを対象として配信が開始された。

## 特徴

### ユーザーインターフェイス
Android 12では、「Material You」というブランドでオペレーティングシステムのマテリアルデザイン言語が大幅に刷新された。このマテリアルデザイン言語は、ボタンが大きくなり、アニメーションの量が増え、ホーム画面ウィジェットに新しいスタイルが適用されることなどが特徴である。オペレーティングシステムは、内部コード名「monet」の機能により、ユーザーの壁紙の色を使用して、システムメニューとサポートされているアプリのカラーテーマを自動的に生成できる。Android 11の電源メニューに追加されたスマートホームとウォレットの領域が通知シェードに再配置され、電源ボタンを長押しするとGoogleアシスタントが起動するようにショートカットが再割り当てされた。
Android 12は、スクロールスクリーンショットを撮るためのネイティブサポートも備えている。

### プラットフォーム
WindowManager、PackageManager、システムサーバー、割り込みなどのシステムサービスのパフォーマンスが向上した。また、視覚障害者向けのアクセシビリティも改善されている。AndroidランタイムがProject Mainlineに追加され、Playストア経由でサービスを提供できるようになった。 
Android 12は、空間オーディオとMPEG-H 3D Audioをサポートするようになり、HEVCビデオのトランスコーディングをサポートすることで、それらをサポートしていないアプリとの下位互換性を確保している。rich content insertion APIを使用すると、クリップボードなどを介して、フォーマットされたテキストやメディアをアプリ間で簡単に転送できるようになった。 

### プライバシー
OSレベルの機械学習の機能は「Android Private Compute Core」内にサンドボックス化されて実行されるため、ネットワークへのアクセスは明示的に禁止される。
位置データを要求するアプリは、「正確な (precise)」位置データではなく「おおよその (approximate)」位置データのみにアクセスできるように制限できるようになった。アプリがカメラとマイクを使用できないようにするためのコントロールがクイック設定トグルに追加された。インジケーターがアクティブな場合は、画面にも表示される。

## Android 12L
Android 12のマイナーアップデートとして、動的テーマエンジンのオープンソース化及びマルチタスクに対応したタスクバーの表示や画面分割機能の改良、クイック設定パネル及び通知シェードの2ペイン表示などの大画面デバイス向けの機能を追加して最適化された「Android 12L」が米国時間2022年3月7日にリリースされた。ただし最初はGoogle Pixelシリーズのみがアップデート対象となっており、2022年後半にSamsungやMicrosoft、Lenovoの端末への提供が予定されている。コードネームは「Android Sv2」である。